# 斑枝毛蕊茶
斑枝毛蕊茶（学名：Camellia punctata）是山茶科山茶属的植物。分布于中国大陆的四川等地，目前尚未由人工引种栽培。